# 网商银行
浙江网商银行股份有限公司（简稱：网商银行，縮寫：MYBank）是中國大陸境內第五家獲准開業的民營銀行，也是中國大陸首批試點的五家民營銀行之一。

## 历史沿革
2015年5月27日，中國銀監會浙江監管局批准浙江网商银行成立，注冊資本爲40億元人民幣。其主要股東爲浙江螞蟻小微金融服務集團（占總股本30%），同年6月25日正式開業。

## 业务发展
网商银行前行長俞勝法表示，網商銀行將以互聯網方式經營：沒有實體網點，沒有現金業務，不吸收存款，不設立分行純粹線上運營。

### 多樣化小額貸款
針對中小賣家的融資，網商銀行細分目標客戶需求，強化多邊合作領域，在大數據大平台基礎下，依照適當的信用風險策略，推出多個小額貸款産品：
1. 圍繞淘寶、天貓及阿裏巴巴網絡電商平台，向賣家推出“網商貸”産品；
2. 結合阿裏巴巴集團“千縣萬村”計劃，面向農戶推出“旺農貸”産品；
3. 結合電商平台用戶需求，開發數據化貸款産品；
4. 圍繞O2O互聯網生態，向在阿里巴巴旗下支付寶、口碑平台開店的商戶提供商戶貸款；
5. 與外部機構合作，爲網站站長推出“CNZZ流量貸”；
6. 向電商平台客戶開展基金代銷業務。
7. 推出貨幣基金產品平台余利寶[4]